# 스파이 패밀리 (애니메이션)
《스파이 패밀리》(SPY×FAMILY, 일본어: スパイファミリー)는 엔도 타츠야의 동명의 만화를 원작으로 한 텔레비전 애니메이션이다.
2022년 4월부터 TV 도쿄와 WIT STUDIO, CloverWorks에서 제작하여 TV오사카, TV아이치, TV세토우치, TVQ, TV홋카이도 등 6개 지역 민방 네트워크(TXN)을 통해 전국적으로 일제히 송출되고 있다.

## 개요
기획은 도호가 WIT STUDIO에 기획 공모전을 상담한 것이 시작된다. 그 당시 나카타케 테츠야가 WIT STUDIO 주최의 이벤트 '아니스타'에서 CloverWorks의 후쿠시마 유이치와 공동 출연했을 때 '함께 작품을 만들고 싶다'는 이야기를 했기 때문에 '스튜디오끼리 중장기적인 프로젝트를 해 보고 싶다', '본작의 포텐셜을 생각해도 2사 체제가 좋다'라는 이유로 2사 공동의 제작 체제로 기획이 진행되었다.
2사 공동 제작 체제는, 화수가 많은 장기 시리즈에 있어서 스태프의 부담을 통상의 애니메이션 제작보다 분산·삭감할 수 있는 것 외에, 지력이 있는 스튜디오끼리가 짜는 것으로 2쿨 이상의 작품이 되었을 경우에서도 안정적인 영상을 제공할 수 있는 장점이 있다. 본작에서는 홀수화수를 WIT STUDIO, 짝수화수를 CloverWorks로 나누어 제작했다. 담당 화수로는 작화나 마무리 외에 배경미술도 양 스튜디오의 사내미술부문이 각각의 회차에서 담당하는 체제가 되었다. 촬영 공정은 CloverWorks와 매드하우스의 자회사인 MADBOX가, 3DCG에 관해서는 MADBOX가 담당하고 있다. 또, WIT STUDIO 소속의 카와구치 토모미, CloverWorks 소속의 야마자키 리노와 카토 호노카가 각 화 각본으로 참가했다.
제작에는 원작의 담당 편집인 슈에이샤의 린 시헤이도 참가했다. 감독에게는 "양 스튜디오가 스케줄 관리 측면에서 연계를 유지하는 적절한 속도로 그림 콘티를 계속 그릴 수 있는 실력이 있는 스태프"로서 후루하시 히로히로가 기용 되었다. 후루하시는 시리즈 구성도 담당한다. 캐릭터 디자인·총작화 감독은 CloverWorks측으로부터 원작자 엔도에 몇 명의 스태프의 디자인을 제안한 다음, 동사가 제작한 《약속의 네버랜드》의 캐릭터 디자인·총작화 감독을 맡은 시마타 카즈아키를 엔도가 지명했다.

## 방송 일정

### 일본
일본 표준시의 본방송 기준으로 삼는다.
| 방송사                 | 시즌 | 에피소드 | 방송 기간                          | 방송 시간                       | 비고   |
| ---------------------- | ---- | -------- | ---------------------------------- | ------------------------------- | ------ |
| TV도쿄 (TXN 동시 방송) | 1    | 12       | 2022년 4월 9일 ~ 2022년 6월 25일   | 매주 토요일 밤 11시 ~ 11시 30분 | 파트 1 |
| TV도쿄 (TXN 동시 방송) | 1    | 13       | 2022년 10월 1일 ~ 2022년 12월 24일 | 매주 토요일 밤 11시 ~ 11시 30분 | 파트 2 |
| TV도쿄 (TXN 동시 방송) | 2    | 12       | 2023년 10월 7일 ~ 2023년 12월 23일 | 매주 토요일 밤 11시 ~ 11시 30분 |        |
| TV도쿄 (TXN 동시 방송) | 3    |          | 2025년 10월 ~ 2025년 12월          |                                 |        |

### 대한민국
한국어 자막(한일 동시방영작)
애니플러스가 담당하는 번역은 두지현, 편집은 김은숙 씨 맡았다.
| 방송사  | 시즌 | 에피소드 | 방송 기간                          | 방송 시간                       | 비고   |
| ------- | ---- | -------- | ---------------------------------- | ------------------------------- | ------ |
| ANIPLUS | 1    | 12       | 2022년 4월 10일 ~ 2022년 6월 26일  | 매주 일요일 밤 12시 ~ 12시 30분 | 파트 1 |
| ANIPLUS | 1    | 13       | 2022년 10월 2일 ~ 2022년 12월 25일 | 매주 일요일 밤 12시 ~ 12시 30분 | 파트 2 |
| ANIPLUS | 2    | 12       | 2023년 10월 8일 ~ 2023년 12월 24일 | 매주 일요일 밤 12시 ~ 12시 30분 |        |

한국어 더빙
| 방송사  | 시즌 | 에피소드 | 방송 기간                         | 방송 시간                       | 비고   |
| ------- | ---- | -------- | --------------------------------- | ------------------------------- | ------ |
| ANIPLUS | 1    | 12       | 2022년 7월 11일 ~ 2022년 9월 26일 | 매주 월요일 밤 11시 ~ 11시 30분 | 파트 1 |
| ANIPLUS | 1    | 13       | 2023년 1월 23일 ~ 2023년 4월 10일 | 매주 월요일 밤 11시 ~ 11시 30분 | 파트 2 |
| ANIPLUS | 2    | 12       | 2024년 1월 4일 ~ 2024년 3월 21일  | 매주 목요일 밤 10시 30분 ~ 11시 |        |

### 전 세계
본방송 이후, 온라인 플랫품인 OTT 서비스로 회차별 에피소드 추가 공개된다.

## 목소리 출연

### 일본어판 성우진
- 로이드 포저: 에구치 타쿠야
- 요르 포저: 하야미 사오리
- 아냐 포저: 타네자키 아츠미
- 본드 포저: 마츠다 켄이치로
- 프랭키 프랭클린: 요시노 히로유키
- 실비아 셔우드: 카이다 유코
- 유리 브라이어: 오노 켄쇼
- 다미안 데스몬드: 후지와라 나츠미
- 헨리 헨더슨: 야마지 카즈히로
- 배키 블랙벨: 카토 에미리
- 도노반 데스몬드: 하시 타카야(시즌 1)
- 피오나 프로스트: 사쿠라 아야네
- 매튜 맥마흔: 호리우치 켄유(시즌 2)
- 오르카 그레처: 엔도 아야(시즌 2)

### 한국어판 성우진
애니플러스에서 한국어 더빙을 담당하는 성우.
- 로이드 포저: 민승우
- 요르 포저: 김하루
- 아냐 포저: 박시윤
- 본드 포저: 김혜성
- 프랭키 프랭클린: 홍승효
- 실비아 셔우드: 김도영
- 유리 브라이어: 김명준
- 다미안 데스몬드: 정유정
- 헨리 헨더슨: 권창욱
- 배키 블랙벨: 장미
- 도노반 데스몬드: 강구한(시즌 1)
- 피오나 프로스트: 윤은서

### 북미판(영어) 성우진
- 로이드 포저: 알렉스 오건
- 요르 포저: 나탈리 반 시스턴
- 아냐 포저: 매건 시프먼
- 본드 포저: 타일러 워커
- 프랭키 프랭클린: 앤서니 볼링
- 실비아 셔우드: 스테파니 영
- 유리 브라이어: 댈러스 리드
- 다미안 데스몬드: 케이틀린 클래스(시즌 1)
- 배키 블랙벨: 대니 체임버스
- 도노반 데스몬드: ?
- 피오나 프로스트: 린지 사이델, 브린 애프릴

### 세부 사항
- 시즌 1에는 포저 일가, 에덴 학교 관계자, 베를린트 시청 동료, 서국 정부 관료, 가든 등이 추가되었다.
- 시즌 2에는 도노반 데스몬드, 빌 왓킨스, 키스 케플러가 삭제되고, 메튜 맥마흔, 오르카 크레처가 추가되었다.

## 에피소드 목록

### 시즌 1 (2022년)
| 에피소드    | 에피소드    | 본방송 일시      | 한국어 더빙 일시 | 서브 타이틀                   | 서브 타이틀               | 각본              | 그림 콘티                       | 연출                              | 총작화감독                  | 시청률      | 비고        |
| 에피소드    | 에피소드    | 본방송 일시      | 한국어 더빙 일시 | 일본어판                      | 한국어판                  | 각본              | 그림 콘티                       | 연출                              | 총작화감독                  | 시청률      | 비고        |
| 파트 1(1쿨) | 파트 1(1쿨) | 파트 1(1쿨)      | 파트 1(1쿨)      | 파트 1(1쿨)                   | 파트 1(1쿨)               | 파트 1(1쿨)       | 파트 1(1쿨)                     | 파트 1(1쿨)                       | 파트 1(1쿨)                 | 파트 1(1쿨) | 파트 1(1쿨) |
| ----------- | ----------- | ---------------- | ---------------- | ----------------------------- | ------------------------- | ----------------- | ------------------------------- | --------------------------------- | --------------------------- | ----------- | ----------- |
| 1           | 1           | 2022년 4월 9일   | 2022년 7월 11일  | オペレーション〈梟〉          | 오퍼레이션 〈올빼미〉     | 카와구치 토모미   | 후루하시 카즈히로               | 후루하시 카즈히로                 | 시마다 카즈야키             | 3.1%        | [ 주 8 ]    |
| 2           | 2           | 2022년 4월 16일  | 2022년 7월 18일  | 妻役を確保せよ                | 아내 역을 확보하라        | 야마자키 리노     | 후루하시 카즈히로               | 하라다 타카히로                   | 시마다 카즈야키             | 2.7%        | [ 주 9 ]    |
| 3           | 3           | 2022년 4월 23일  | 2022년 7월 25일  | 受験対策をせよ                | 수험 대책을 세워라        | 타니무라 다이시로 | 후루하시 카즈히로               | 카타기리 타카시                   | 아사노 쿄지                 | 미집계      |             |
| 4           | 4           | 2022년 4월 30일  | 2022년 8월 1일   | 名門校面接試験                | 명문 학교 면접시험        | 야마자키 리노     | 나가이 타츠유키                 | 마츠이 켄토                       | 시마다 카즈아키             | 미집계      |             |
| 5           | 5           | 2022년 5월 7일   | 2022년 8월 8일   | 合否の行方                    | 합격 여부의 행방          | 카와구치 토모미   | 사사키 신사쿠                   | 타카하시 켄지                     | 아사노 쿄지                 | 2.7%        |             |
| 6           | 6           | 2022년 5월 14일  | 2022년 8월 15일  | ナカヨシ作戦                  | 친구친구 작전             | 타니무라 다이시로 | 야마모토 요스케                 | 야마모토 요스케                   | 타카다 아키라               | 2.6%        |             |
| 7           | 7           | 2022년 5월 21일  | 2022년 8월 22일  | 標的の次男                    | 표적은 차남               | 카와구치 토모미   | 후루하시 카즈히로               | 호리구치 카즈키                   | 아사노 쿄지                 | 2.5%        |             |
| 8           | 8           | 2022년 5월 28일  | 2022년 8월 29일  | 対秘密警察偽装作戦            | 대비밀경찰 위장 작전      | 야마자키 리노     | 이마이 유키코                   | 이마이 유키코                     | 시마다 카즈아키             | 2.8%        |             |
| 9           | 9           | 2022년 6월 4일   | 2022년 9월 5일   | ラブラブを見せつけよ          | 러브러브를 과시하라       | 카토 호노카       | 카타기리 타카시                 | 카타기리 타카시                   | 아사노 쿄지                 | 2.7%        |             |
| 10          | 10          | 2022년 6월 11일  | 2022년 9월 12일  | ドッジボール大作戦            | 피구 대작전               | 타니무라 다이시로 | 타카하시 켄지                   | 타카하시 켄지                     | 아사노 쿄지                 | 2.8%        |             |
| 11          | 11          | 2022년 6월 18일  | 2022년 9월 19일  | 〈星〉                        | 〈별〉                    | 야마자키 리노     | 아카이 토시후미                 | 아카이 토시후미                   | 다카다 아키라               | 3.0%        |             |
| 12          | 12          | 2022년 6월 25일  | 2022년 9월 26일  | ペンギンパーク                | 펭귄 파크                 | 시마다 카즈아키   | 하라시나 다이키 키타가와 토모야 | 키타가와 토모야                   | 시마다 카즈아키             | 3.1%        |             |
| 파트 2(2쿨) |             |                  |                  |                               |                           |                   |                                 |                                   |                             |             |             |
| 13          | 1           | 2022년 10월 1일  | 2023년 1월 23일  | プロジェクト〈アップル〉      | 프로젝트 〈애플〉         | 카토 호노카       | 쿠보 유스케                     | 쿠보 유스케                       | 아사노 쿄지                 | 3.6%        |             |
| 14          | 2           | 2022년 10월 8일  | 2023년 1월 23일  | 時限爆弾を解除せよ            | 시한폭탄을 해제하라       | 카와구치 토모미   | 미우라 타카히로                 | 하라다 타카히로                   | 시마다 카즈아키             | 2.6%        |             |
| 15          | 3           | 2022년 10월 15일 | 2023년 1월 30일  | 新しい家族                    | 새로운 가족               | 타니무라 다이시로 | 아카네 타케요시 카타기리 타카시 | 타카하시 켄지                     | 아사노 쿄지                 | 3.3%        |             |
| 16          | 4           | 2022년 10월 22일 | 2023년 2월 6일   | ヨル's キッチン               | 요르's 키친               | 카토 호노카       | 츠즈키 하루카                   | 츠즈키 하루카                     | 시마다 카즈아키             | 2.6%        |             |
| 16          | 4           | 2022년 10월 22일 | 2023년 2월 6일   | 情報屋の恋愛大作戦            | 정보상의 연애 대작전      | 카토 호노카       | 츠즈키 하루카                   | 츠즈키 하루카                     | 시마다 카즈아키             | 2.6%        |             |
| 17          | 5           | 2022년 10월 29일 | 2023년 2월 13일  | ぐりほんさくせんを決行せよ    | 그리폰 작전을 결행하라    | 카토 호노카       | 사사키 신사쿠                   | 혼마 오사무                       | 사사키 신사쿠 혼마 오사무   | 미집계      |             |
| 17          | 5           | 2022년 10월 29일 | 2023년 2월 13일  | 〈鋼鉄の淑女〉                | 〈강철의 숙녀〉           | 카토 호노카       | 사사키 신사쿠                   | 혼마 오사무                       | 사사키 신사쿠 혼마 오사무   | 미집계      |             |
| 17          | 5           | 2022년 10월 29일 | 2023년 2월 13일  | オムライス♡                   | 오므라이스♡               | 카토 호노카       | 사사키 신사쿠                   | 혼마 오사무                       | 사사키 신사쿠 혼마 오사무   | 미집계      |             |
| 18          | 6           | 2022년 11월 5일  | 2023년 2월 20일  | 家庭教師の叔父                | 가정교사 삼촌             | 타니무라 다이시로 | 코다마 료                       | 코다마 료                         | 시마다 카즈아키             | 2.8%        |             |
| 18          | 6           | 2022년 11월 5일  | 2023년 2월 20일  | 〈東雲〉                      | 〈새벽〉                  | 타니무라 다이시로 | 코다마 료                       | 코다마 료                         | 시마다 카즈아키             | 2.8%        |             |
| 19          | 7           | 2022년 11월 12일 | 2023년 2월 27일  | デズモンドへの復讐計画        | 데스몬드를 향한 복수 계획 | 야마자키 리노     | 하라 히데카즈                   | 하라 히데카즈                     | 아나오 쿄지                 | 2.5%        |             |
| 19          | 7           | 2022년 11월 12일 | 2023년 2월 27일  | 母、風になる                  | 어머니, 바람이 되다       | 야마자키 리노     | 하라 히데카즈                   | 하라 히데카즈                     | 아나오 쿄지                 | 2.5%        | [ 주 10 ]   |
| 20          | 8           | 2022년 11월 19일 | 2023년 3월 6일   | 総合病院を調査せよ            | 종합 병원을 조사하라      | 히사오 아유무     | 이마이 유키코                   | 이마이 유키코                     | 시마다 카즈아키             | 2.4%        |             |
| 20          | 8           | 2022년 11월 19일 | 2023년 3월 6일   | 難解な暗号を解読せよ          | 난해한 암호를 해독하라    | 히사오 아유무     | 이마이 유키코                   | 이마이 유키코                     | 시마다 카즈아키             | 2.4%        | [ 주 10 ]   |
| 21          | 9           | 2022년 11월 26일 | 2023년 3월 13일  | 〈夜帷〉                      | 〈밤의 장막〉             | 카와구치 토모미   | 오오미네 테루유키               | 오오미네 테루유키                 | 아사노 쿄지                 | 2.4%        |             |
| 21          | 9           | 2022년 11월 26일 | 2023년 3월 13일  | はじめての嫉妬                | 첫 질투                   | 타니무라 다이시로 | 오오미네 테루유키               | 오오미네 테루유키                 | 아사노 쿄지                 | 2.4%        |             |
| 22          | 10          | 2022년 12월 3일  | 2023년 3월 20일  | 地下テニス大会 キャンベルトン | 지하 테니스 대회 캠벨던   | 카토 호노카       | 미우라 타카히로                 | 하라다 타카히로                   | 시마다 카즈아키             | 미집계      |             |
| 23          | 11          | 2022년 12월 10일 | 2023년 3월 27일  | 揺るがぬ軌道                  | 흔들림 없는 궤도          | 카와구치 토모미   | 모토하시 마리                   | 타카하시 켄지 호리구치 카즈키     | 아사노 쿄지                 | 2.2%        |             |
| 24          | 12          | 2022년 12월 17일 | 2023년 4월 3일   | 母役と妻役                    | 엄마 역할과 아내 역할     | 카토 호토카       | 쿠로키 미유키                   | 야마모토 요스케 무카이야마 타즈미 | 시마다 카즈아키             | 2.1%        |             |
| 24          | 12          | 2022년 12월 17일 | 2023년 4월 3일   | ともだちとかいもの            | 친구와 쇼핑               | 카토 호토카       | 쿠로키 미유키                   | 야마모토 요스케 무카이야마 타즈미 | 시마다 카즈아키             | 2.1%        |             |
| 25          | 13          | 2022년12월 24일  | 2023년 4월 10일  | 〈接敵作戦〉                  | 〈접적 작전〉             | 타니무라 다이시로 | 후루하시 카즈히로               | 오오미네 테루유키 카미오 히로시   | 아사노 쿄지 시마다 카즈아키 | 2.3%        |             |

### 시즌 2 (2023년)
총 작화감독은 시마다 카즈아키(嶋田和晃)씨 맡았다.
| 에피소드 | 에피소드 | 본방송 일시      | 한국어 더빙 일시 | 서브 타이틀         | 서브 타이틀                | 각본                          | 그림 콘티                     | 연출                                | 시청률 | 비고                          |
| 에피소드 | 에피소드 | 본방송 일시      | 한국어 더빙 일시 | 일본어판            | 한국어판                   | 각본                          | 그림 콘티                     | 연출                                | 시청률 | 비고                          |
| -------- | -------- | ---------------- | ---------------- | ------------------- | -------------------------- | ----------------------------- | ----------------------------- | ----------------------------------- | ------ | ----------------------------- |
| 26       | 1        | 2023년 10월 7일  | 2024년 1월 4일   | 父と母をびこうせよ  | 아버지와 어머니를 미행하라 | 오코우치 이치로               | 후루하시 카즈히로             | 후루하시 카즈히로 오오미네 테루유키 | 3.0%   |                               |
| 27       | 2        | 2023년 10월 14일 | 2024년 1월 11일  | ボンド生存戦略      | 본드의 생존 전략           | 타니무라 다이시로             | 쿠로키 미유키                 | 쿠로키 미유키                       | 3.0%   |                               |
| 27       | 2        | 2023년 10월 14일 | 2024년 1월 11일  | ダミアンの野外学習  | 다미안의 야외 학습         | 오코우치 이치로               | 쿠로키 미유키                 | 쿠로키 미유키                       | 3.0%   |                               |
| 28       | 3        | 2023년 10월 21일 | 2024년 1월 18일  | 任務と家族          | 임무의 가족                | 오코우치 이치로 히사오 아유무 | 사카이 하야토                 | 사카이 하야토                       | 2.1%   |                               |
| 28       | 3        | 2023년 10월 21일 | 2024년 1월 18일  | 華麗なるボンドマン  | 화려한 본드맨              | 오코우치 이치로 히사오 아유무 | 사카이 하야토                 | 사카이 하야토                       | 2.1%   | [ 주 11 ]                     |
| 28       | 3        | 2023년 10월 21일 | 2024년 1월 18일  | 〈子ども心 I〉      | 〈동심 I〉                 | 오코우치 이치로 히사오 아유무 | 사카이 하야토                 | 사카이 하야토                       | 2.1%   | [ 주 13 ] [ 주 14 ]           |
| 28       | 3        | 2023년 10월 21일 | 2024년 1월 18일  | 〈子ども心 II〉     | 〈동심 II〉                | 오코우치 이치로 히사오 아유무 | 사카이 하야토                 | 사카이 하야토                       | 2.1%   | [ 주 13 ] [ 주 14 ]           |
| 28       | 3        | 2023년 10월 21일 | 2024년 1월 18일  | 〈目覚まし〉        | 〈일어나기〉               | 오코우치 이치로 히사오 아유무 | 사카이 하야토                 | 사카이 하야토                       | 2.1%   | [ 주 13 ] [ 주 14 ]           |
| 29       | 4        | 2023년 10월 28일 | 2024년 1월 25일  | 智恵の甘味          | 지혜의 감미                | 타니무라 다이시로             | 후치가미 마코토               | 호소카와 요시츠구                   | 2.6%   |                               |
| 29       | 4        | 2023년 10월 28일 | 2024년 1월 25일  | 情報屋の恋愛大作戦Ⅱ | 정보상의 연애 대작전Ⅱ      | 히사오 아유무                 | 후치가미 마코토               | 호소카와 요시츠구                   | 2.6%   |                               |
| 30       | 5        | 2023년 11월 4일  | 2024년 2월 1일   | 越境作戦            | 망명 작전                  | 타니무라 다이시로             | 츠즈키 하루카                 | 츠즈키 하루카                       | 2.2%   | [ 주 15 ]                     |
| 31       | 6        | 2023년 11월 11일 | 2024년 2월 8일   | 戦慄の豪華客船      | 전율의 호화 여객선         | 타니무라 다이시로             | 이타다키 신지                 | 토비타 츠요시                       | 2.2%   | [ 주 16 ]                     |
| 32       | 7        | 2023년 11월 18일 | 2024년 2월 15일  | 誰がための任務      | 누구를 위한 임무인가       | 타니무라 다이시로             | 쿠로사와 마모루               | 오노 쇼고                           | 2.8%   | [ 주 17 ]                     |
| 33       | 8        | 2023년 11월 25일 | 2024년 2월 22일  | 船上の交響曲        | 선상의 교향곡              | 타니무라 다이시로             | 하야시 이사오                 | 키타이 요시키                       | 2.4%   | [ 주 18 ]                     |
| 33       | 8        | 2023년 11월 25일 | 2024년 2월 22일  | 姉のハーブティー    | 누나의 허브티              | 타니무라 다이시로             | 하야시 이사오                 | 키타이 요시키                       | 2.4%   | [ 주 13 ]                     |
| 34       | 9        | 2023년 12월 2일  | 2024년 2월 29일  | 未来を繋ぐ手        | 미래를 잇는 손             | 타니무라 다이시로             | 하야시 이사오 쿠로키 미유키   | 하라다 타카히로 카라사와 료타       | 2.4%   | [ 주 19 ]                     |
| 35       | 10       | 2023년 12월 9일  | 2024년 3월 7일   | リゾートを満喫せよ  | 리조트를 만끽하라          | 야마자키 리노                 | 사카이 하야토                 | 사카이 하야토                       | 2.3%   |                               |
| 35       | 10       | 2023년 12월 9일  | 2024년 3월 7일   | 休暇自慢            | 휴가 자랑                  | 야마자키 리노                 | 사카이 하야토                 | 사카이 하야토                       | 2.3%   | [ 주 20 ]                     |
| 36       | 11       | 2023년 12월 16일 | 2024년 3월 14일  | バーリント・ラブ    | 베를린트 러브              | 카토 호노카                   | 마스나리 코지 하라다 타카히로 | 야마모토 요스케                     | 2.3%   |                               |
| 36       | 11       | 2023년 12월 16일 | 2024년 3월 14일  | 〈夜帳〉の日常      | 〈밤의 장막〉의 일상       | 카토 호노카                   | 마스나리 코지 하라다 타카히로 | 야마모토 요스케                     | 2.3%   | [ 주 21 ] [ 주 10 ]           |
| 37       | 12       | 2023년 12월 23일 | 2024년 3월 21일  | 家族の一員          | 가족의 일원                | 히사오 아유무                 | 이마이 유키코                 | 이마이 유키코                       | 미집계 | [ 주 22 ] [ 주 23 ] [ 주 13 ] |

## 주제가

### 시즌 1 (2022년)
믹스 너츠(ミックスナッツ)
오피셜히게단디즘에 의한 Season1 1쿨 오프닝 테마. 작사·작곡은 후지하라 사토시, 편곡은 오피셜히게단디즘.
희극(喜劇)
호시노 겐에 의한 Season1 1쿨 엔딩 테마. 작사·작곡·편곡은 호시노 겐.
SOUVENIR
BUMP OF CHICKEN에 의한 Season1 2쿨 오프닝 테마. 작사·작곡은 후지와라 모토오, 편곡은 BUMP OF CHICKEN.
색채(色彩)
yama에 의한 Season1 2쿨 엔딩 테마. 작사·작곡·편곡은 쿠지라.
TBD
(K)NoW_NAME에 의한 Season1 제5화 삽입곡. 작사는 (K)NoW_NAME:AIJ, 작곡·편곡은 (K)NoW_NAME:Makoto Miyazaki, 노래는 (K)NoW_NAME:Ayaka Tachibana.
Breeze
(K)NoW_NAME에 의한 Season1 제19화 삽입곡. 작사·노래는 (K)NoW_NAME:NIKIIE, 작곡·편곡은 (K)NoW_NAME:Makoto Miyazaki.
자장가(子守唄)
(K)NoW_NAME에 의한 Season1 제24화 삽입곡. 작사는 엔도 타츠야, 작곡·편곡은 (K)NoW_NAME:Makoto Miyazaki, 노래는 요르 포저(하야미 사오리)
GOOD DAY
(K)NoW_NAME에 의한 Season1 제24화 삽입곡. 작사·노래는 (K)NoW_NAME:NIKIIE, 작곡·편곡은 (K)NoW_NAME:Shuhei Mutsuki.

### 시즌 2 (2023년)
어질어질(クラクラ)
Ado에 의한 Season2 오프닝곡. 작사는 meiyo, 작곡·편곡은 칸노 요코 × The Seatbelts
최후의 일격(トドメの一撃) feat. Cory Wong
Vaundy에 의한 Season 2 엔딩곡. 작사·작곡은 Vaundy, 편곡은 Vaundy × Cory Wong
Little Steps
(K)NoW_NAME:NIKIIE에 의한 Season 2 27화 삽입곡. 작사는 (K)NoW_NAME:NIKIIE, 작곡·편곡은 (K)NoW_NAME:Shuhei Mutsuki
Garden
(K)NoW_NAME:NIKIIE에 의한 Season 2 33화 삽입곡. 작사는 (K)NoW_NAME:NIKIIE, 작곡·편곡은 (K)NoW_NAME:Shuhei Mutsuki
Until the End
(K)NoW_NAME:Ayaka Tachibana에 의한 Season 2 34화 삽입곡. 작사는 (K)NoW_NAME:NIKIIE, 작곡·편곡은 (K)NoW_NAME:Makoto Miyazaki
uneven furit
(K)NoW_NAME:NIKIIE에 의한 Season 2 35화 삽입곡. 작사는 (K)NoW_NAME:NIKIIE, 작곡·편곡은 (K)NoW_NAME:Shuhei Mutsuki

## 스태프

### 일본어판
|                                           | Season 1                                                                          | Season 1                                                                          | Season 2                                                                          |
| 제1쿨                                     | 제2쿨                                                                             |                                                                                   | Season 2                                                                          |
| ----------------------------------------- | --------------------------------------------------------------------------------- | --------------------------------------------------------------------------------- | --------------------------------------------------------------------------------- |
| 원작                                      | 엔도 타츠야                                                                       | 엔도 타츠야                                                                       | 엔도 타츠야                                                                       |
| 감독                                      | 후루하시 카즈히로                                                                 | 후루하시 카즈히로                                                                 | 후루하시 카즈히로                                                                 |
| 감독                                      | 빈칸                                                                              | 빈칸                                                                              | 하라다 타카히로                                                                   |
| 조감독                                    | 카타기리 타카시 타카하시 켄지 하라다 타카히로                                     | 카타기리 타카시 타카하시 켄지 하라다 타카히로                                     | 빈칸                                                                              |
| 시리즈 구성                               | 후루하시 카즈히로                                                                 | 후루하시 카즈히로                                                                 | 오코우치 이치로                                                                   |
| 부시리즈 구성                             | 빈칸                                                                              | 빈칸                                                                              | 타니무라 다이시로 히사오 아유무                                                   |
| 캐릭터 디자인                             | 시마다 카즈아키                                                                   | 시마다 카즈아키                                                                   | 시마다 카즈아키                                                                   |
| 프롭 디자인                               | 한다 세이지 테지마 마이 마츠오 유우                                               | 한다 세이지 테지마 마이 마츠오 유우                                               | 코미츠, 에자키 요시에 타카하타 쇼코, 히라타 료 콘도 아야                          |
| 미술 디자인(Season 1) 미술 설정(Season 2) | 타니우치 유호 스기모토 토모미 카네히라 카즈시게                                   | 타니우치 유호 스기모토 토모미 카네히라 카즈시게                                   | 시오자와 요시노리 스튜디오 이스터                                                 |
| 미술 감독                                 | 나가이 카즈오 우스이 히사요                                                       | 나가이 카즈오 우스이 히사요                                                       | 우스이 미나미                                                                     |
| 색채 설계                                 | 하시모토 사토시                                                                   | 하시모토 사토시                                                                   | 하라 쿄코                                                                         |
| 색채 설계                                 | 빈칸                                                                              | 타나카 하나미                                                                     | 하라 쿄코                                                                         |
| 촬영 감독                                 | 후시하라 아카네                                                                   | 후시하라 아카네                                                                   | 사쿠마 유야                                                                       |
| 3DCG 감독                                 | 이마가키 카나                                                                     | 이마가키 카나                                                                     | 미야지 카츠아키                                                                   |
| 편집                                      | 사이토 아카리                                                                     | 사이토 아카리                                                                     | 사이토 아카리                                                                     |
| 편집                                      | 빈칸                                                                              | 미시마 편집실                                                                     | 빈칸                                                                              |
| 음향 감독                                 | 하타 쇼지                                                                         | 하타 쇼지                                                                         | 하타 쇼지                                                                         |
| 음악 프로듀스                             | (K)NoW_NAME                                                                       | (K)NoW_NAME                                                                       | (K)NoW_NAME                                                                       |
| 음악 프로듀서                             | 코바야시 요시키                                                                   | 코바야시 요시키                                                                   | 코바야시 요시키                                                                   |
| 음악                                      | (K)NoW_NAME: Makoto Miyazaki & Shuhei Mutsuki                                     | (K)NoW_NAME: Makoto Miyazaki & Shuhei Mutsuki                                     | (K)NoW_NAME: Makoto Miyazaki & Shuhei Mutsuki                                     |
| 치프 프로듀서                             | 타카하시 아츠시, 하야시 타츠로                                                    | 타카하시 아츠시, 하야시 타츠로                                                    | 타카하시 아츠시, 하야시 타츠로                                                    |
| 치프 프로듀서                             | 야마나카 카즈타카                                                                 | 야마나카 카즈타카                                                                 | 타케이 카츠히로                                                                   |
| 프로듀서                                  | 사이토 마사야, 야마우치 미라이, 나카타케 테츠야, 후쿠시마 유이치, 야마모리 타카코 | 사이토 마사야, 야마우치 미라이, 나카타케 테츠야, 후쿠시마 유이치, 야마모리 타카코 | 사이토 마사야, 야마우치 미라이, 나카타케 테츠야, 후쿠시마 유이치, 야마모리 타카코 |
| 프로듀서                                  | 무라카미 마아사                                                                   | 무라카미 마아사, 츠무라 미스즈 사이토 소이치로                                    | 츠무라 미스즈, 사이토 소이치로                                                    |
| 애니메이션 프로듀서                       | 하야시 카즈에, 야마나카 카즈키, 이토 타이토                                       | 하야시 카즈에, 야마나카 카즈키, 이토 타이토                                       | 하야시 카즈에, 야마나카 카즈키, 이토 타이토                                       |
| 제작(制作)                                | WIT STUDIO×CloverWorks                                                            | WIT STUDIO×CloverWorks                                                            | WIT STUDIO×CloverWorks                                                            |
| 제작(製作)                                | SPY×FAMILY 제작위원회                                                             | SPY×FAMILY 제작위원회                                                             | SPY×FAMILY 제작위원회                                                             |

### 한국어판
애니플러스에서 담당하는 스태프.
- 총괄: 이갑열
- 기획: 전계만, 강소영
- 녹음,믹싱: 디어컬쳐
- 번역: 두지현
- 종합편집: 김은숙
- 연출: 곽영재

## 블루레이 · DVD

### 일본어판
도호 애니메이션: 일본 지역코드 2/A
| 레이블 | 레이블 | 에피소드      | 표지 인물                                                         | 규격 번호  | 규격 번호  | 출시일           | 비고 |
| 레이블 | 레이블 | 에피소드      | 표지 인물                                                         | 블루레이   | DVD        | 출시일           | 비고 |
| ------ | ------ | ------------- | ----------------------------------------------------------------- | ---------- | ---------- | ---------------- | ---- |
| 시즌 1 | 1      | Mission 1~4   | 로이드 포저                                                       | TBR-31352D | TDV-31353D | 2022년 7월 20일  |      |
| 시즌 1 | 2      | Mission 5~8   | 아냐 포저                                                         | TBR-31362D | TDV-31363D | 2022년 9월 21일  |      |
| 시즌 1 | 3      | Mission 9~12  | 요르 포저                                                         | TBR-31365D | TDV-31366D | 2022년 11월 16일 |      |
| 시즌 1 | 4      | Mission 13~16 | 본드 포저                                                         | TBR-31368D | TDV-31369D | 2023년 1월 18일  |      |
| 시즌 1 | 5      | Mission 17~20 | 유리 브라이어                                                     | TBR-31371D | TDV-31372D | 2023년 3월 15일  |      |
| 시즌 1 | 6      | Mission 21~25 | 피오나 프로스트                                                   | TBR-31374D | TDV-31375D | 2023년 5월 31일  |      |
| 시즌 2 | 1      | Mission 26~29 | 아냐 포저, 다미안 데스몬드, 베키 블랙벨                           | TBR-33234D | TDV-33235D | 2023년 12월 20일 |      |
| 시즌 2 | 2      | Mission 30~33 | 로이드 포저, 요르 포저, 아냐 포저, 본드맨                         | TBR-33236D | TDV-33237D | 2024년 2월 21일  |      |
| 시즌 2 | 3      | Mission 34~37 | 로이드 포저, 요르 포저, 아냐 포저, 유리 브라이어, 피오나 프로스트 | TBR-33238D | TDV-33239D | 2024년 4월 17일  |      |

### 영어판
크런치롤 LCC: 북미 지역코드 1/A
| 레이블        | 에피소드                                     | 표지 인물                         | 출시일          | 비고 |
| 시즌 1        |                                              |                                   |                 |      |
| ------------- | -------------------------------------------- | --------------------------------- | --------------- | ---- |
| 시즌 1        | Mission 1~12 (파트 1)                        | 로이드 포저, 아냐 포저, 요르 포저 | 2023년 8월 9일  |      |
| 시즌 1        | Mission 13~25 (파트 2)                       | 로이드 포저, 아냐 포저            | 2024년 2월 13일 |      |
| 시즌 2        |                                              |                                   |                 |      |
| Mission 26~37 | 로이드 포저, 아냐 포저, 요르 표저, 본드 포저 | 2025년 3월 18일                   |                 |      |

※ 정식 한국어판 나오지 않는다.

### 내용주
1. ↑  본방송 다음날, 일본 전역 시청할 수 있는 BS TV 도쿄나 AT-X, 애니맥스, OTT 플랫픔 서비스를 시청할 수 있다.
2. ↑  일본어 음성, 원본 영상
3. ↑  원본 영상은 일본어 음성, 여러 나라 다국어 자막 서비스를 지원된다. (일본어 청각장애인용 자막)
4. 1 2  앞부분 "MISSION" 표시
5. 1 2  본방송 다음날 자막 공개된다.
6. 1 2  애니플러스 한국어 더빙, 목소리 출연
7. 1 2  비디오 리서치 집계 자료
8. ↑  오프닝, 엔딩 주제곡 없이 그대로 진행되었다.
9. ↑   엔딩 주제곡 없이 그대로 진행되었다.
10. 1 2 3  원작 없는 오리지널
11. ↑  작중작 〈스파이 워즈〉 (Spy Wars)
12. ↑  아이의 마음
13. 1 2 3  엔딩 끝난 뒤 이어짐
14. ↑  OMAKE
15. ↑  크루즈 에피소드 첫 번째
16. ↑  크루즈 에피소드 두 번째
17. ↑  크루즈 에피소드 세 번째
18. ↑  크루즈 에피소드 네 번째
19. ↑  크루즈 에피소드 다섯 번째
20. ↑  크루즈 여행 후기(전편)
21. ↑  크루즈 여행 후기(후편)
22. ↑  앞부분과 뒷부분 장면에 원작 없는 오리지널
23. ↑  중간 부분에 원작임
24. ↑  제26화~제28화, 제30화

### 참조주
1. 1 2 3  닛케이 엔터테인먼트! 2022년 5월호 2022년 4월 4일 발행 P12.
2. 1 2  “アニメ「SPY×FAMILY」オープニングはヒゲダン、エンディングは星野源!主題歌入り予告映像公開”. 《음악 나탈리》 (나타샤). 2022년 3월 18일. 2022년 3월 18일에 확인함.
3. ↑  “第2クールオープニング主題歌 BUMP OF CHICKEN「SOUVENIR」”. 《TV 애니 "SPY×FAMILY"》. 2022년 9월 15일에 확인함.
4. ↑  “第2クールエンディング主題歌 yama「色彩」”. 《TV 애니 "SPY×FAMILY"》. 2022년 10월 1일에 확인함.
5. 1 2  “アニメ「SPY×FAMILY」新オープニングはAdo、エンディングはVaundy”. 《音楽ナタリー》 (ナターシャ). 2022년 9월 25일. 2023년 9월 25일에 확인함.
6. ↑  “Season 2 オープニング主題歌 Ado「クラクラ」”. 《TVアニメ『SPY×FAMILY』》. 2023년 9월 25일에 확인함.
7. ↑  “Season 2 エンディング主題歌 Vaundy「トドメの一撃」feat.Cory Wong”. 《TVアニメ『SPY×FAMILY』》. 2023년 9월 25일에 확인함.